# J. Bruce Ismay

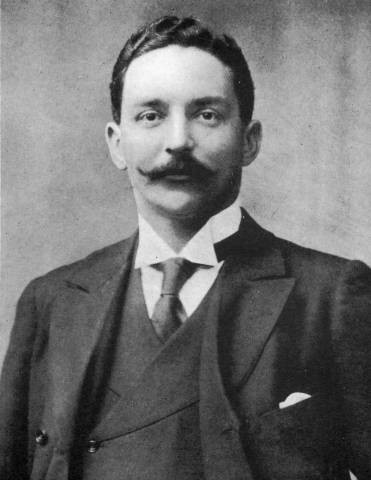
Joseph Bruce Ismay (1912)

Joseph Bruce Ismay [ˈdʒoʊzᵻf ˈbrʊws ᵻzˈmeɪ] (* 12. Dezember 1862 in Crosby bei Liverpool; † 17. Oktober 1937 in Mayfair bei London) war ein britischer Geschäftsmann. Als Direktor der White Star Line hatte er wesentlichen Anteil an Planung und Bau der drei Atlantik-Liner der Olympic-Klasse, Olympic, Titanic und Britannic. Er nahm an der Jungfernfahrt der Titanic teil und überlebte den Untergang, anders als die meisten Passagiere und Besatzungsmitglieder, was ihn in der Öffentlichkeit seinen Ruf kostete.

## Leben
Bruce Ismay war der älteste Sohn von Thomas Henry Ismay (1837–1899), dem Gründer der White Star Line, und dessen Frau Margaret Bruce (1837–1907), der Tochter des Schiffbauers Luke Bruce. Die Eltern hatten 1859 geheiratet und sechs Töchter und drei Söhne bekommen. Bruce Ismay besuchte die Harrow School in London, bevor er ein Jahr in Frankreich unterrichtet wurde. Nachdem er eine vier Jahre dauernde Lehre im Büro seines Vaters absolviert hatte, bereiste er die Welt. Schließlich ging er nach New York, wo er die White Star Line repräsentierte.
Am 4. Dezember 1888 heiratete er Julia Florence Schieffelin, die aus einer prominenten Familie aus New York stammte. Sie hatten fünf Kinder (von denen eines schon als Säugling starb):
- Margaret Bruce Ismay (* 29. Dezember 1889; † 15. Mai 1967), heiratete 1912 George Ronald Cheape (1881–1957)
- Henry Bruce Ismay (* 3. April 1891; † 1. Oktober 1891)
- Thomas Bruce Ismay (* 18. Februar 1894; † 27. April 1954), heiratete Jane Margaret Seymour
- Evelyn Constance Ismay (* 17. Juli 1897; † 9. August 1940), heiratete 1927 Basil Sanderson (1894–1971)
- George Bruce Ismay (* 6. Juni 1902; † 30. April 1943), heiratete 1926 Florence Victoria Edrington

Nach der Geburt der ersten beiden Kinder kehrte Ismay mit seiner Familie nach Großbritannien zurück und wurde Partner in der Firma seines Vaters Ismay, Imrie and Company. 1899 starb sein Vater und er übernahm die Firma. Bruce Ismay hatte ein Gespür für das Geschäft, wodurch die White Star Line florierte. Zusätzlich amtierte Ismay auch als Direktor mehrerer anderer Firmen. 1901 traten Amerikaner an ihn heran, welche ein internationales Schifffahrtkonglomerat gründen wollten. Ismay stimmte zu, seine Firma in der International Mercantile Marine Company, unter der Führung von J. P. Morgan, zu vereinen. Doch auch nachdem seine Familie die Linie an die amerikanische Reedereiengruppe verkauft hatte, blieb er der Direktor der White Star Line.
1907 begegnete Ismay Lord Pirrie von der Harland-&-Wolff-Werft aus Belfast. Zusammen planten sie, eine neue Art Dampfer zu bauen, die Olympic-Klasse, die die Lusitania und die Mauretania des Hauptkonkurrenten Cunard Line übertreffen sollte. Ismays neuer Typ von Schiff sollte zwar nicht schneller, aber einfacher zu steuern, effizienter und wesentlich luxuriöser sein als alles je zuvor Dagewesene. Drei Schiffe wurden geplant: die Olympic, die Titanic und die Britannic. Das heute bekannteste war die Titanic, welche am 10. April 1912 zur Jungfernfahrt aus Southampton, England, nach New York auslief.
Ismay nahm als Passagier an der Jungfernfahrt der Titanic teil, die am 14. April um 23:40 Uhr mit einem Eisberg kollidierte und am 15. April um 2:20 Uhr sank. Er verließ die Titanic in einem der letzten Rettungsboote, das vom Ersten Offizier William McMaster Murdoch abgefiert wurde. Da den meisten Männern an Bord der Zugang zu den Rettungsbooten verwehrt worden war, legte man ihm dies später in der Öffentlichkeit und im amerikanischen Untersuchungsausschuss unter William Alden Smith als Feigheit aus.

Zu einem anderen Schluss kam die offizielle britische Untersuchung des Board of Trade einige Wochen später. Diese vermerkte, dass Ismay dem Grundsatz "Frauen und Kinder zuerst" gefolgt war und das Rettungsboot erst betrat, nachdem er keine weiteren Passagiere um sich herum vorgefunden hatte. Wortwörtlich hieß es: "In dem Rettungsboot war noch Platz und so sprang er hinein. Wäre er nicht hineingesprungen hätte er nur ein weiteres Leben – namentlich sein eigenes – auf die Liste der Opfer gesetzt."
Direkt nach der Rettung durch die Carpathia setzte Ismay noch ein Telegramm an das New Yorker Büro der White Star Line ab, in der er den Untergang der Titanic betrauerte, danach übermannte ihn der Schock. Er wurde in der Kabine des Schiffsarztes untergebracht und von diesem mit Opiaten betäubt. Später brachte man einen jungen Überlebenden zu ihm, damit dieser ihn beruhigen und Gesellschaft leisten sollte, doch Ismay hat während dieser Zeit nur ins Leere gestarrt und gezittert. Der Überlebende erwähnte später, dass er einen Mann noch nie so gebrochen erlebt hat.
Nach seiner Rückkehr sah sich Ismay zum Teil heftigen Angriffen von Seiten der Presse und der Öffentlichkeit ausgesetzt, seine Reputation war irreparabel beschädigt. 1913 trat er als Präsident der International Mercantile Marine Company zurück.
In den folgenden Jahren verbrachte Ismay einen Großteil seiner Zeit auf seinem Anwesen im County Galway an Irlands Westküste. Im Jahr 1934 begab er sich in den Ruhestand. Im Verlauf des Jahres 1936 musste aufgrund einer Erkrankung sein rechtes Bein amputiert werden, weshalb Ismay in seinem letzten Lebensjahr auf den Rollstuhl angewiesen war.
Am 17. Oktober 1937 starb J. Bruce Ismay nach langer Krankheit an einem Blutgerinnsel im Gehirn. Er wurde im Putney Vale Cemetery in London begraben. Seine Witwe Florence starb am 31. Dezember 1963 im Londoner Stadtteil Kensington.

## Ismay und die Schuldfrage
Es wird angenommen, dass Ismay beim Thema Reisegeschwindigkeit erheblichen Einfluss auf den Kapitän Smith hatte. So soll er ihm geraten haben mit voller Kraft zu fahren, um das Ziel New York überpünktlich zu erreichen. Er versprach sich davon einen nochmal besseren Ruf des Schiffes und damit auch seiner Reederei, da die Jungfernfahrt der Titanic sowieso schon von einem großen Medienrummel begleitet wurde.
Fakt ist, dass der Ozeanriese trotz der Eiswarnungen in der Unglücksnacht mit erhöhter Geschwindigkeit fuhr. Möglicherweise hätte die Kollision mit dem Eisberg verhindert werden können, wenn die Titanic langsamer gewesen wäre.

## Darstellungen im Film
In dem Film Titanic von 1997 wurde die Rolle des Bruce Ismay vom Schauspieler Jonathan Hyde gespielt. In weiteren Titanic-Verfilmungen wurde er von Ernst Fritz Fürbringer (Titanic, 1943), Frank Lawton (Die letzte Nacht der Titanic, 1958), Ian Holm (S.O.S. Titanic, 1979), Roger Rees (Titanic, 1996), James Wilby (Titanic, Fernsehserie, 2012) und von Gray O’Brien (Titanic – Blood and Steel, Fernsehserie, 2012) dargestellt.